# Casa Jove
La Casa Jove és una obra de l'Hospitalet de Llobregat (Barcelonès) inclosa a l'Inventari del Patrimoni Arquitectònic de Catalunya.

## Descripció
Casa de planta baixa i dos pisos, fent cantonada. Ha estat molt refeta en la planta baixa, amb llosetes de pedra artificial i una gran obertura que trenquen l'harmonia de l'antic edifici. Al primer pis hi ha dues grans finestres amb la llinda i els brancals de grans carreus de pedra i l'ampit motllurat. Al segon pis hi ha dues finestres amb característiques semblants a les del primer pis però molt més petites i quadrangulars. Menys l'emmarcament de les obertures, la resta de la façana està arrebossada. Coronant la façana hi ha una barana feta amb maó. Adossada al mur hi ha una estació del Via Crucis de rajoles de ceràmica que forma part del que s'estenia al llarg del Carrer Major de la ciutat.
A la façana lateral hi ha, al primer pis, dos balcons amb la barana feta amb balustres.